# Paris-Nice 1973
Paris-Nice 1973 est la 31e édition de la course cycliste Paris-Nice. La course a lieu entre le 11 et le 17 mars 1973. La victoire revient au coureur français Raymond Poulidor, de l’équipe Gan-Mercier, devant Joop Zoetemelk (Gitane-Frigécrème) et Eddy Merckx (Molteni).

## Participants
Dans cette édition de Paris-Nice, 111 coureurs participent divisés en 14 équipes : Gan-Mercier, Gitane-Frigécrème, Molteni, Bic, Peugeot-BP-Michelin, Rokado, Flandria-Carpentier-Shimano, Sonolor, IJsboerke-Bertin, Kas, TI-Raleigh, Zonca, De Kova-Lejeune et Brooklyn. L'épreuve est terminée par 77 coureurs.

## Étapes
| Étapes                 | Date    | Villes étapes                  | Km     | Vainqueur d'étape | Leader du classement général |
| ---------------------- | ------- | ------------------------------ | ------ | ----------------- | ---------------------------- |
| Prologue               | 11 mars | Saint-Fargeau-Ponthierry (clm) | 7,2 km | Eddy Merckx       | Eddy Merckx                  |
| 1re étape, 1er secteur | 12 mars | Auxerre-Saulieu                | 105 km | Jacques Esclassan | Eddy Merckx                  |
| 1re étape, 2e secteur  | 12 mars | Saulieu-Chalon-sur-Saône       | 100 km | Eric Leman        | Eddy Merckx                  |
| 2e étape               | 13 mars | Chalon-sur-Saône-Saint-Étienne | 213 km | Rik Van Linden    | Eddy Merckx                  |
| 3e étape, 1er secteur  | 14 mars | Tournon-Valence                | 19 km  | Walter Godefroot  | Eddy Merckx                  |
| 3e étape, 2e secteur   | 14 mars | Valence-Valence (clm)          | 4,9 km | Rokado            | Eddy Merckx                  |
| 4e étape               | 15 mars | Viviers-Manosque               | 187 km | Leif Mortensen    | Eddy Merckx                  |
| 5e étape               | 16 mars | Manosque-Draguignan            | 133 km | Rik Van Linden    | Eddy Merckx                  |
| 6e étape, 1er secteur  | 17 mars | Fréjus-Nice                    | 78 km  | Rik Van Linden    | Eddy Merckx                  |
| 6e étape, 2e secteur   | 17 mars | Nice-Col d'Èze (clm)           | 9,5 km | Joop Zoetemelk    | Raymond Poulidor             |

## Résultats des étapes

### Prologue
11-03-1973. Saint-Fargeau-Ponthierry, 7,2 km (clm).
|   | Cycliste         | Équipe      | Temps      |
| - | ---------------- | ----------- | ---------- |
| 1 | Eddy Merckx      | Molteni     | 9 min 42 s |
| 2 | Charly Grosskost | Gan-Mercier | + 12 s     |
| 3 | Leif Mortensen   | Bic         | + 16 s     |

### 1reétape,1ersecteur
12-03-1973. Auxerre-Saulieu, 105 km.
|   | Cycliste          | Équipe              | Temps           |
| - | ----------------- | ------------------- | --------------- |
| 1 | Jacques Esclassan | Peugeot-BP-Michelin | 2 h 43 min 05 s |
| 2 | Rik Van Linden    | Rokado              | m.t.            |
| 3 | Eric Leman        | Peugeot-BP-Michelin | m.t.            |

### 1reétape,2esecteur
12-03-1973. Saulieu-Chalon-sur-Saône, 100 km.
|   | Cycliste          | Équipe              | Temps           |
| - | ----------------- | ------------------- | --------------- |
| 1 | Eric Leman        | Peugeot-BP-Michelin | 2 h 19 min 13 s |
| 2 | Rik Van Linden    | Rokado              | m.t.            |
| 3 | Jacques Esclassan | Peugeot-BP-Michelin | m.t.            |

### 2eétape
13-03-1973. Chalon-sur-Saône-Saint-Étienne 213 km.
Les coureurs s'arrêtent plusieurs fois à cause de la neige. Au col des Écharmeaux, l'ensemble des coureurs se réfugie dans une ferme. Jacques Anquetil intervient dans son rôle de directeur de course, pour convaincre les coureurs de poursuivre l'étape jusqu'à Saint-Étienne. Le parcours est toutefois modifié pour rallier plus rapidement l'arrivée en évitant d'autres cols enneigés.
|   | Cycliste               | Équipe | Temps           |
| - | ---------------------- | ------ | --------------- |
| 1 | Rik Van Linden         | Rokado | 5 h 44 min 15 s |
| 2 | Leif Mortensen         | Bic    | m.t.            |
| 3 | Gustaaf Van Roosbroeck | Rokado | m.t.            |

### 3eétape,1ersecteur
14-03-1973. Tournon-Valence 19 km.
La ville de départ initiale était Saint-Étienne. En raison de la neige, l'étape est réduite à 19 kilomètres et le départ est donné à Tournon. Walter Godefroot remporte l'étape à la moyenne horaire de 53,023 km/h, en partie due à une attaque de Poulidor au kilomètre 7.
|   | Cycliste           | Équipe                      | Temps       |
| - | ------------------ | --------------------------- | ----------- |
| 1 | Walter Godefroot   | Flandria-Carpentier-Shimano | 21 min 30 s |
| 2 | Jean-Luc Molinéris | Flandria-Carpentier-Shimano | m.t.        |
| 3 | Jacques Esclassan  | Peugeot-BP-Michelin         | m.t.        |

### 3eétape,2esecteur
14-03-1973. Valence-Valence, 4.9 km. (clm)
|   | Équipe              | Temps      |
| - | ------------------- | ---------- |
| 1 | Rokado              | 6 min 11 s |
| 2 | Sonolor             | + 6 s      |
| 3 | Peugeot-BP-Michelin | + 8 s      |

### 4eétape
15-03-1973. Viviez-Manosque, 187 km.
|   | Cycliste         | Équipe      | Temps |
| - | ---------------- | ----------- | ----- |
| 1 | Leif Mortensen   | Bic         |       |
| 2 | Eddy Merckx      | Molteni     | m.t.  |
| 3 | Raymond Poulidor | Gan-Mercier | + 2 s |

### 5eétape
16-03-1973. Manosque-Draguignan, 133 km.
|   | Cycliste       | Équipe           | Temps           |
| - | -------------- | ---------------- | --------------- |
| 1 | Rik Van Linden | Rokado           | 3 h 22 min 43 s |
| 2 | Hennie Kuiper  | Rokado           | m.t.            |
| 3 | Raf Hooyberghs | IJsboerke-Bertin | m.t.            |

### 6eétape,1ersecteur
17-03-1973. Fréjus-Nice, 78 km.
|   | Cycliste       | Équipe              | Temps           |
| - | -------------- | ------------------- | --------------- |
| 1 | Rik Van Linden | Rokado              | 1 h 47 min 16 s |
| 2 | Eric Leman     | Peugeot-BP-Michelin | m.t.            |
| 3 | Frans Mintjens | Molteni             | m.t.            |

### 6eétape,2esecteur
17-03-1973. Nice-Col d'Èze, 9,5 km (clm).
|   | Cycliste         | Équipe              | Temps       |
| - | ---------------- | ------------------- | ----------- |
| 1 | Joop Zoetemelk   | Gitane-Frigécrème   | 20 min 44 s |
| 2 | Raymond Poulidor | Gan-Mercier         | + 7 s       |
| 3 | Régis Ovion      | Peugeot-BP-Michelin | + 12 s      |

## Classements finals

### Classement général
|    | Cycliste            | Équipe              | Temps            |
| -- | ------------------- | ------------------- | ---------------- |
| 1  | Raymond Poulidor    | Gan-Mercier         | 21 h 11 min 45 s |
| 2  | Joop Zoetemelk      | Gitane-Frigécrème   | + 4 s            |
| 3  | Eddy Merckx         | Molteni             | + 12 s           |
| 4  | Régis Ovion         | Peugeot-BP-Michelin | + 19 s           |
| 5  | Leif Mortensen      | Bic                 | + 27 s           |
| 6  | Luis Ocaña          | Bic                 | + 41 s           |
| 7  | Charly Grosskost    | Gan-Mercier         | + 54 s           |
| 8  | Herman Van Springel | Rokado              | + 1 min 00 s     |
| 9  | Raymond Delisle     | Peugeot-BP-Michelin | + 1 min 13 s     |
| 10 | Yves Hézard         | Sonolor             | + 1 min 42 s     |